# MEDARD
MEDARD (Meteorological and Environmental Data Assimilating system for Regional Domains) je numerický model počasí, díky kterému je možno připravit krátkodobé předpovědi. V modelu MEDARD je používán numerický model MM5 konfigurovaný pro Českou republiku, od kterého jsou odvozovány i jeho předpovědi, kvalita ovzduší je pak určována chemickým transportním modelem CAMx.

## Výsledky
Výpočet z numerického modelu MM5 je přenesen do Akademie věd ČR, kde je zpřesněn pro konkrétní území. Rozlišení pro střední Evropu činí 27 km, pro Českou republiku se pak rozlišení zpřesňuje na 9 km.
Výsledky jsou k dispozici v jednohodinových nebo dvouhodinových intervalech s předpovědí na 3 dny dopředu. Jako zobrazení lze použít statické mapy i jednoduchou animaci.
Výstupem (výsledkem) modelu jsou předpovědi hodnot několika fyzikálních veličin popisujících vlastnosti a chování atmosféry:
- atmosférický tlak
- teplota ve 2 m nad zemí
- srážky
- směr a rychlost větru
- oblačnost
- informace o ovzduší – množství ozónu, oxidu dusnatého, oxidu dusičitého a PM10 prašného aerosolu